# Tabarca
Tabarca,Nueva Tabarca sau Isla Plana este o insulă în marea Mediterană aflată la 22 kilometri de orașul spaniol Alicante, 8 km de orașul Santa Pola și la puțin peste 4 kilometri de capul Santa Pola.Insula Tabarca este singua insulă locuită a Comunității Valenciene și cea mai mare.Din punct de vedere administrativ insula aparține orașului Alicante și are în număr de 73 de locuitori în 2009.

## Date geografice
Insula are o lungime maximă de 1800 metri de la nord-vest la sud-est și o lățime maximă de 450 metri.Suprafața totală a insulei este de 30 ha.Are un relief plan cu o înălțime maximă de 15 metri.În imediata apropiere se află două insulițe La Caldera și La Galera. plus încă câteva stânci ieșite din mare:l’Escull Roig, la Sabata, l’Escull Negre și Cap del Moro.Coasta este în cea mai mare parte accidentadă iar în partea sudică se află peștera Llop Mari.Suprafața insulei este formată din conglomerat miocenic fosilifer.Pe insulă nu există copaci și este săracă în vegetație.Satul se află în partea vestică a insulei unde există și două plaje.În estul insulei se află cimitirul,farul,turnul Sfântului Iosif și câteva lanuri.

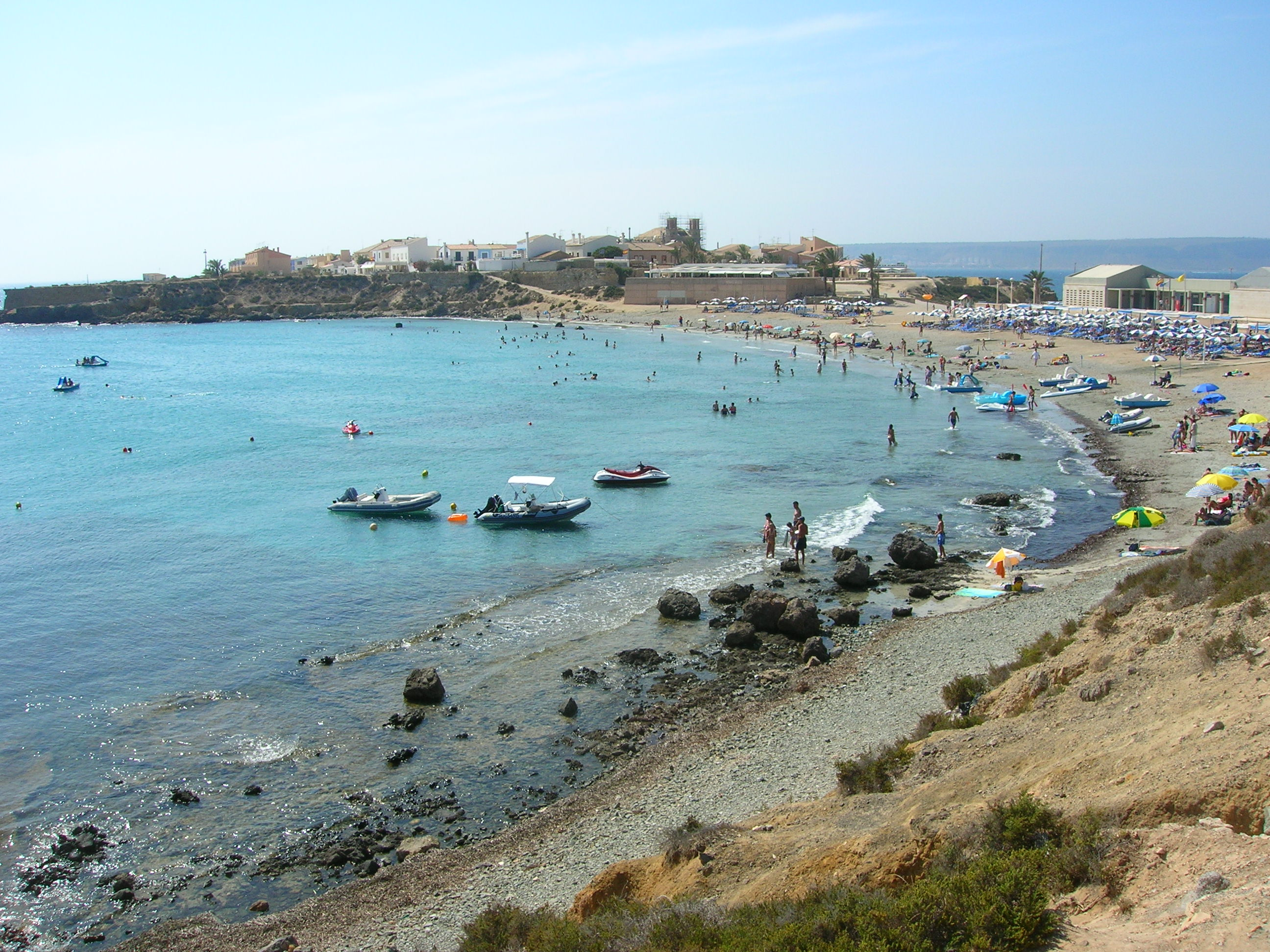
Plaja Levante

## Clima
Clima este mediterană seacă cu o temperatură anuală de 17 grade,maxima de 35º în august și minima de 5° în ianuarie.Precipitații sînt scăzute,nedepășind 300mm pe an și neregulate pe parcursul anului.Viteza medie a vânturilor nu este mare între 17 km/h noaptea și 21 km/h ziua.

## Demografia
În anul 1970 insula număra 242 locuitori care s-a tot redus din cauza mijloacelor limitate de a se întreține ,majoritatea locuitorilor au plecat către Elche.În 2003 erau 111 locuitori iar în 2009 doar 73.

## Administrație
Din punct de vedere administrativ aparține de orașul Alicante.Face parte din districtl sudic împreună cu cartierele Urbanova,Aguamarga și Palmeral.

## Economia
Istoric economia insulei se baza pe pescuit apoi prin ajutorul primit de la forțele militare ,insula fiind folosită ca bază militară:Astăzi insula își câștigă existența din turism,aici venind zilnic în jur de 3000 de călători.

## Servicii
Apa este culeasă din precipitații în rezervoare de apă tradiționale arăbești aflate în Piața De la Carolina și parțial adusă în vase din Alicante.Insula are de asemenea un cimitir în partea extrem estică a sa.

## Transporturi
Insula este legată de Alicante și Santa Pola prin linii regulate de catamaran.Datorită suprafeței reduse a insulei nu există șosele nici măcar autovehicole.

## Patrimoniu

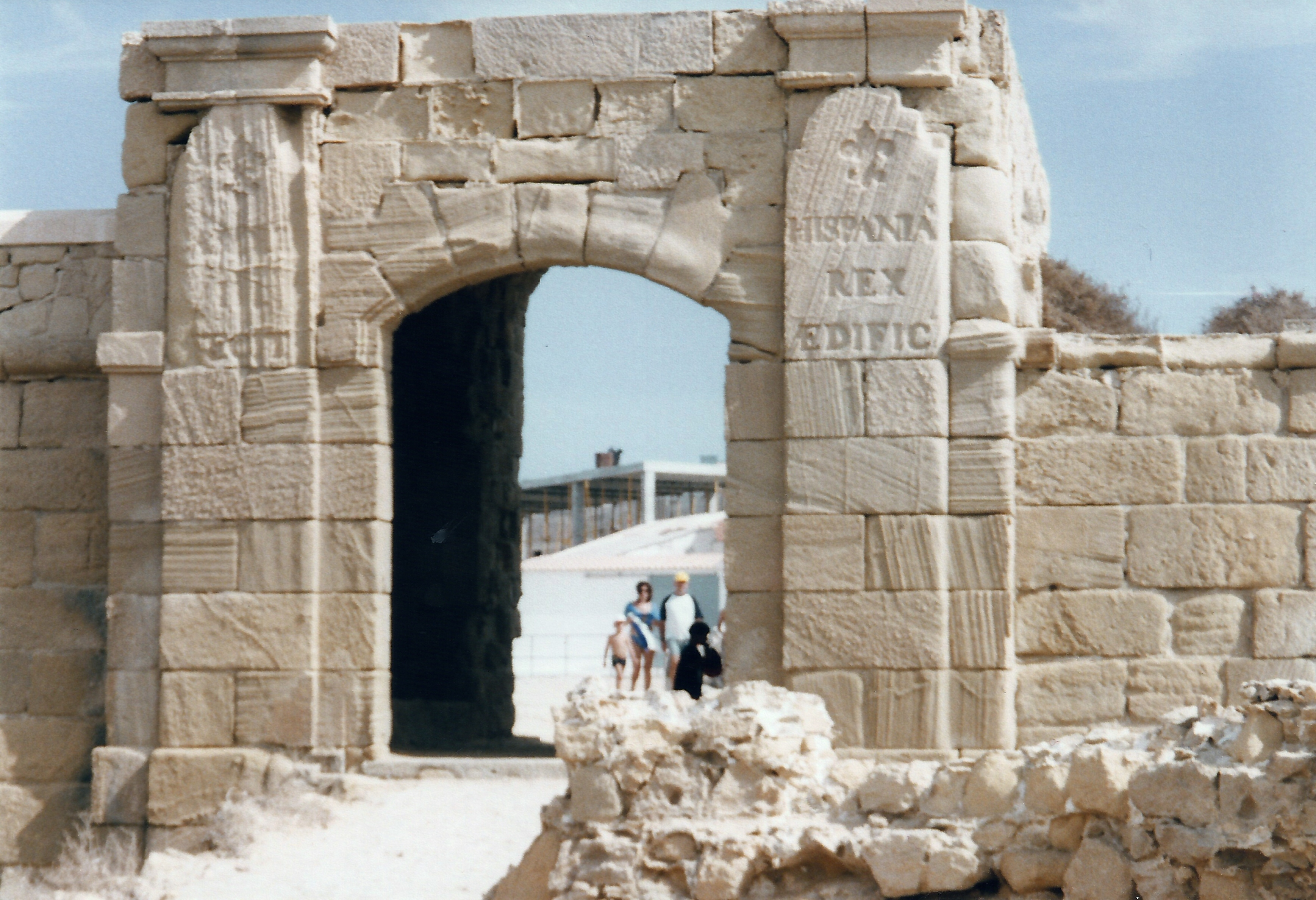
Poarta De la Trancada

În întregime insula a fost declarată Ansamblu Istoric și Cultural în 1964.Are un important patrimoniu:
- Zidul Împrejmuitor cu 3 porți în stil baroc:
- Poarta de Levante care dădea spre estul insulei unde existau culturile și turnul de veghere
- Poarta de la Trancada care dădea către o insuliță de unde se extrăgea piatra necesară clădirii orașului.
- Poarta de la Tierra,poarta cea mai mică care dădea spre port

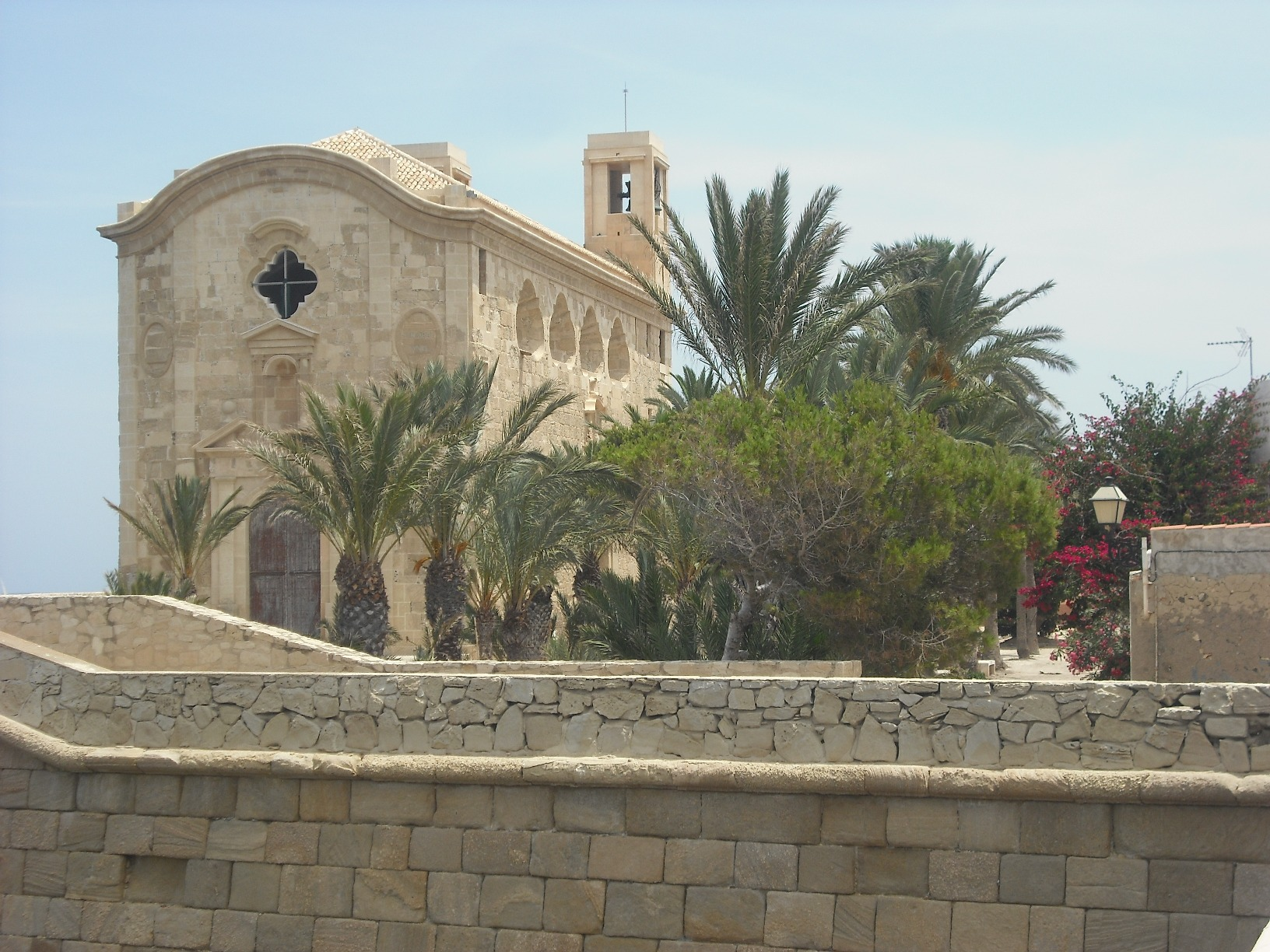
Biserica Sfinţii Petru şi Pavel

- Biserica Sfânții Petru și Pavel (Església de Sant Pere i Sant Pau în catalană)
- Casa guvernatorului
- Turnul Sfântului Iosif în timpul secolului XIX a fost folosit ca închisoare de stat.
- Farul este de mari dimensiuni și era folosit și ca școală pentru viitorii lucrători în faruri.

## Patrimoniu natural
- Rezerva marină Apele din jurul insulei oferă un adevărat cămin florei și faunei marine.
- Peștera Llop Mari În legende aici trăia un înfiorător mostru

## Limba
Tabarca este singurul cartier alicantin în care predomină limba valenciană.În istorie o vreme aici s-a vorbit și limba lingură dar azi nu mai există urme ale acesteia decât în unele nume de familie.